# Bramborová placka
Bramborová placka je pokrm připravený ze stejného bramborového těsta jako bramborové knedlíky. 

## Charakteristika
Bramborová placka se liší od bramboráku. Z těsta se vytvoří tenké malé placičky buď tvarováním v rukou nebo pomocí válečku a vykrajování. Pak se placky z obou stran smaží. Dají se jíst na sladko, například s povidly, i na slano, třeba se škvarky či zelím. Kromě smažení se dají i pražit bez tuku na rozpálené plotně.